# سوبر ماريو لاند 2: 6 غولدن كوينز
سوبر ماريو لاند 2: 6 غولدن كوينز (بالإنجليزية: Super Mario Land 2: 6 Golden Coins‎؛ باليابانية: スーパーマリオランド2 6つの金貨)، هي لعبة مغامرات فردية، طورتها نينتندو عام 1992 لمشغل غيم بوي، أخرج اللعبة هيروجي كيوتاكي.

## قصة مختصرة
هدف هذه اللعبة هو قيام ماريو بطل اللعبة باستعادة القلعة والذي سلبه التنين يدعى واريو، ومع ذلك وجب على ماريو أن يدخل القلعة للتخلص من خصمه واريو واستعادة الأميرة بيتش.

## وصلات خارجية
- Official Nintendo Japan Super Mario Land 2: 6 Golden Coins site (باليابانية)
- Super Mario Land 2: 6 Golden Coins at NinDB
- Information about Super Mario Land 2 on GameFAQs